# Hemeroplanes triptolemus
Espèce
Hemeroplanes triptolemus est une espèce de lépidoptères (papillons) de la famille des Sphingidae, sous-famille des Macroglossinae, de la tribu des Dilophonotini et du genre Hemeroplanes.  C'est l'espèce type pour le genre. 

## Description
L'envergure des ailes varie de 64 à 82 mm.

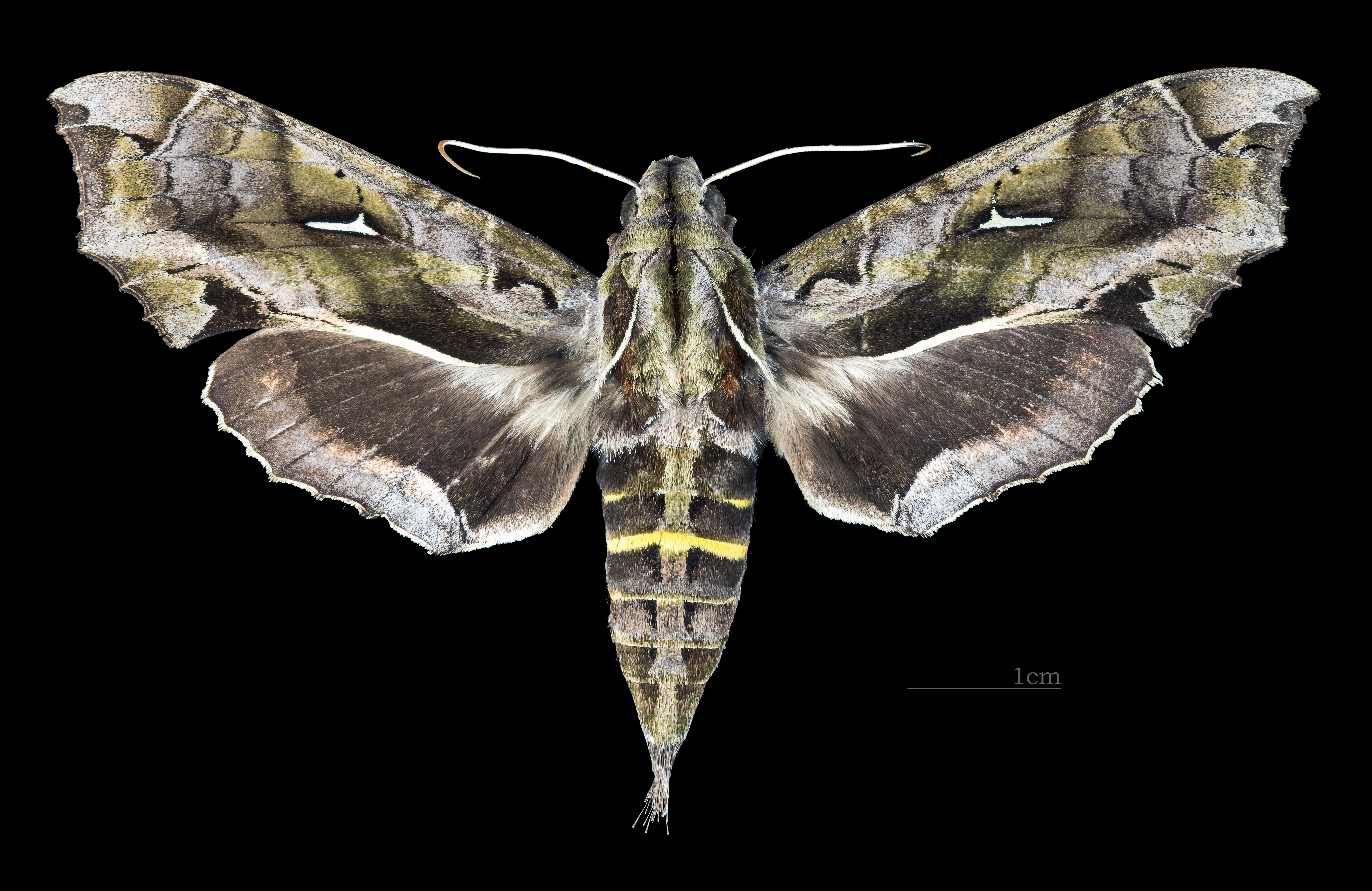
Face dorsale de la femelle (coll.MHNT)
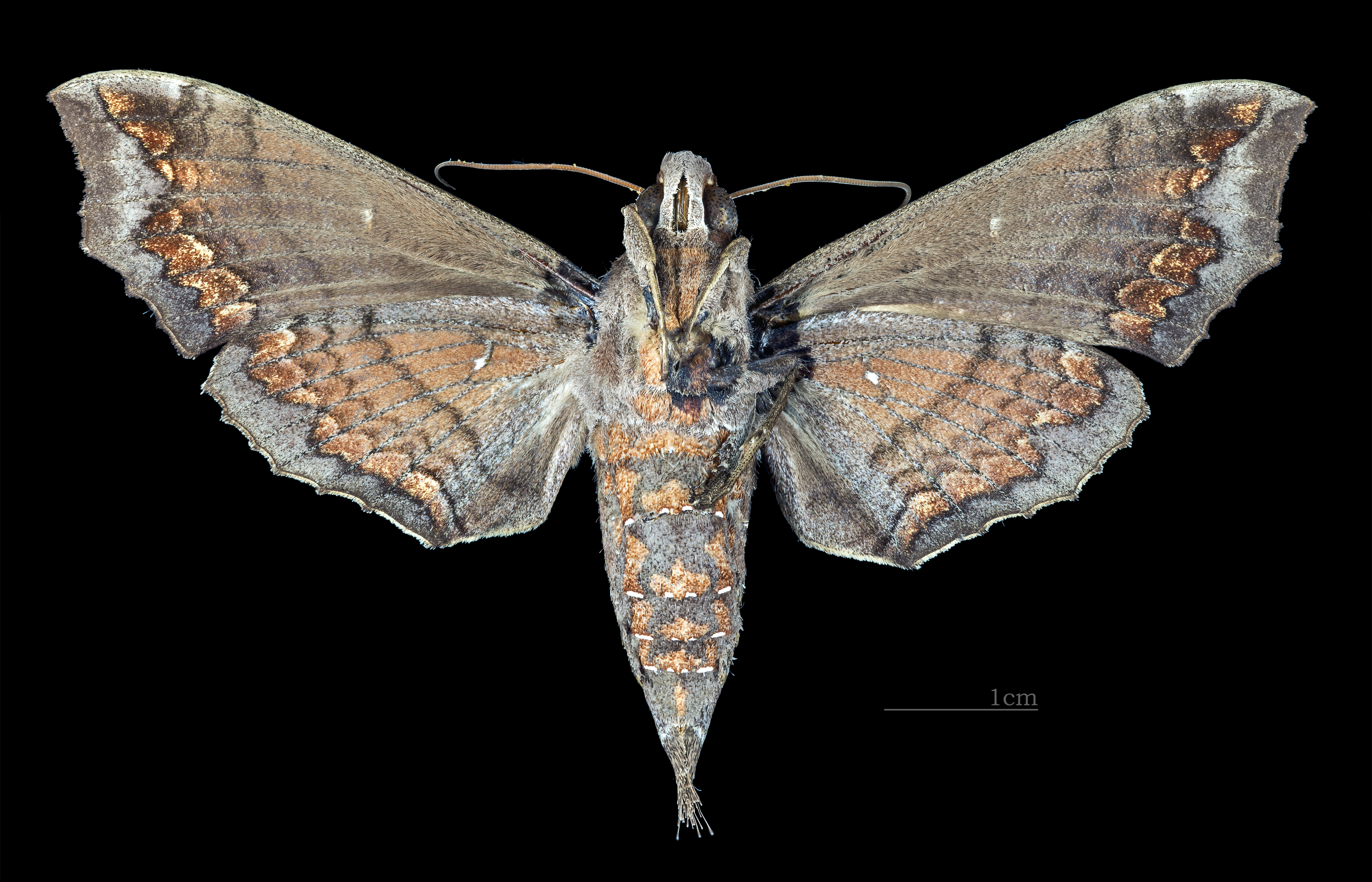
Face ventrale de la femelle (coll.MHNT)

## Répartition et habitat
Répartition
L'espèce est connue au Costa Rica, Belize, Mexique, Guatemala et probablement partout en Amérique centrale;  en Colombie, en Équateur, en Bolivie, en Argentine, au Venezuela et en Guyane.
Habitat
L'habitat est représenté par les forêts tropicales et subtropicales, du niveau de la mer jusqu'à environ 2 000 m.

## Biologie
- Il y a au moins deux générations par an avec des pics de vols de janvier à février et de nouveau de juin à juillet.

- Les chenilles se nourrissent sur Mesechites trifida.

## Mimétisme
La chenille utilise une stratégie de mimétisme, prenant l'aspect, au niveau de sa partie antérieure, d'une tête de serpent, d'où son surnom de « chenille-serpent ».

## Systématique
- L'espèce Hemeroplanes triptolemus a été décrite par l'entomologiste hollandais Pieter Cramer en 1779, sous le nom initial de Sphinx triptolemus[2].
- La localité type est le Suriname.

### Synonymie
- Sphinx triptolemus Cramer, 1779 protonyme
- Calliomma triptolemus Walker, 1856 [3]
- Madoryx triptolemus Boisduval